# Glorieta (Nowy Meksyk)
Glorieta – jednostka osadnicza w Stanach Zjednoczonych, w stanie Nowy Meksyk, w hrabstwie Santa Fe.